# Poder político
El poder político es la lógica del ejercicio de las funciones por parte de las personas que ocupan un cargo representativo dentro del gobierno en un estado. Generalmente, este influye en el comportamiento, ya sea en pensamiento o en el actuar de una sociedad.
Es legítimo cuando es elegido conforme a las leyes del país (constitución). En países democráticos tiene como sustento la legitimidad otorgada por el pueblo mediante el voto popular (elecciones), pero se le suele considerar abusivo cuando se excede en el ejercicio de sus funciones, en materias que están dentro del ámbito de los otros poderes (intromisión de poderes). El poder político es ilegítimo cuando utiliza mecanismos no autorizados por las leyes y se adueña del poder gubernamental (ejecutivo-legislativo) sin tener la legitimidad del pueblo, otorgada por el voto popular.
Es tiránico cuando se obtiene por medio de la fuerza o de manera autoritaria de modo que es un gobierno ilegítimo.

## Manifestaciones del poder
- Coacción: Es el medio utilizado para que terceros sigan una determinada conducta. Puede ser física o psicológica.

- Coerción: La coacción dio paso a la coerción que es la situación donde el tercero realiza el mandato debido a la amenaza del uso de la violencia, es decir, la potencialidad del uso de esa violencia. Se excluye así el papel totalmente activo (ordenar y hacer cumplir) reservando a la autoridad un papel parcialmente activo (solo ordenar). La coacción se fundamentaba en el temor de un daño seguro en el caso de incumplir lo ordenado. De esta vertiente del poder se desarrolló lo que posteriormente se conocieron como delitos contra la autoridad, es decir, desafiar al poder.

Pero este poder, según los anarquistas clásicos, hace que se ponga en perspectiva la libertad del individuo, dando como fin la dominación de este a través de reglas coactivas (derecho) las cuales en vez de ordenar subordinan.

## Legitimación del poder político

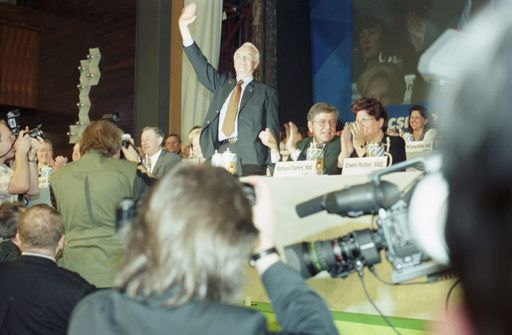
Existen trastornos emocionales que afectan a quienes ejercen el poder en cualquiera de sus formas, entre las que se destacan el Síndrome de hubris, la megalomanía, el caudillismo o el narcisismo.

- Poder sagrado: La primera forma de legitimación utilizada se basó en la religión y la divinidad. El poderoso ya no lo era solo porque podía ejercer violencia o porque tenía un vínculo de temor que le asegurara esa posición. Ahora el poderoso se instituía como un ser distinto, superior y ligado a los dioses. El poder de origen divino era incontestable, a no ser por otro poder de igual estatus o instituido por un dios diferente. A grandes rasgos este fue el desarrollo esquemático hasta la Revolución francesa.

- Poder tribal: Es un poder subordinado. Un ejemplo de este caso sería el Imperio mongol.

- Soberanía nacional: Las ideas que inspiraron la Revolución francesa y sus resultados negaron que el poder de los monarcas tuviera origen divino y lograron darle vuelta al esquema señalando que la fuente del poder no eran las características del poderoso sino únicamente la voluntad de los súbditos que lo dejaban tener el poder. Esta idea llevó al convencimiento de que el verdadero poder nacía de la masa de súbditos, el pueblo, y este debía tener la capacidad de delegar tal poder en quien le placiera y en las condiciones que considerase más apropiadas y durante el tiempo que creyera conveniente

## Escenificación del poder político
La escenificación del poder político es la forma en que los que ocupan el poder político presentan la naturaleza de este a los ojos de aquellos a los que gobiernan (súbditos o ciudadanos, el cuerpo político, la opinión pública, el electorado), de sus pares (la comunidad internacional) o de sus rivales (la oposición política); mediante todo tipo de mecanismos, dispositivos y recursos (actuaciones -verbales, gestuales-, imágenes, símbolos -representaciones del poder, iconografía del poder-, rituales, etc.)
Rápidamente el principio de la simbolización de las diferencias entre gobernante y gobernados (como ocurre con los atributos del faraón y las iura regalia) se transforma en un ejercicio psicológico de la autoridad del "hombre fuerte" u "hombre público" (los hombres o mujeres que ocupan el poder político); que se dramatiza y pone en escena a través de la estereotipación, sea esta simbólica o no. En función de las sociedades y de la coyuntura histórica, estas escenificaciones se destinan a impresionar, asegurar, mistificar, aterrorizar o simplemente engañar a los espectadores (psicología social, estrategia de comunicación, consenso manufacturado).
La escenificación también puede tener una función heurística, ilustrando las diferentes responsabilidades del poder a ojos de los gobernados, promover el ethos de la persona pública o, al contrario, desempeñar un papel de desinformación análoga al de la propaganda, insistiendo en el pathos. Ciertas escenificaciones pueden también clasificarse como propaganda del poder.
Jugar con la apariencia con ayuda de técnicas escenográficas, próximas a las del teatro y otros espectáculos es común en todas las formas del poder político y otros dominios del poder.
A pesar de la pretensión de este, realizar puestas en escena tampoco es algo privativo de quien ocupa el poder, y en la medida de sus posibilidades puede ser realizado por quien se le opone; sea este otro "poderoso" (o grupo de "poderosos") o sea un "débil" (o grupo de "débiles"), en los ritos y estrategias simbólicas propias de la subversión, que a veces se incorporan a los usos sociales como una subversión temporal, especialmente en el contexto de la fiesta. En contextos más específicamente políticos, las puestas en escena de la subversión incluyen la ocupación de espacios escenográficos ya existentes y que se habían dotado de un valor simbólico particular por el poder (marcha sobre Washington de 1963 -Martin Luther King-, ocupación de la Puerta del Sol de Madrid en 2011 -15M-), estrategia que también es una constante en la práctica de puestas en escena de los nuevos ocupantes del poder en coyunturas de cambio (reutilización por los conquistadores españoles de los espacios sagrados o de poder indígenas americanos -siglo XVI-, derribo de la Bastilla y utilización "revolucionaria" del lugar que ocupó, reconversión de la catedral de Notre-Dame en templo de la Diosa Razón o de la iglesia de Santa Genoveva en Panteón de París -los tres casos durante la Revolución francesa, desde 1789-, utilización de la Galería de los Espejos del palacio de Versalles para la proclamación del Kaiser Guillermo -1871-, o de la Königsplatz de Múnich, con su monumentos neoclásicos, por los nazis -años 30 y 40 del siglo XX-).
Un elemento importante en la lucha ideológica es el desvelamiento de los mecanismos de escenificación del poder (El traje nuevo del emperador o "el rey está desnudo" -cuento tradicional-, o el concepto de "tigres de papel" -Mao-).
- Panorámica de 360º de la Königsplatz (Múnich). Es un amplio espacio rodeado por edificios de arquitectura neoclásica (entre los que está el de la Gliptoteca, primero por la derecha). Su impresionante entorno fue utilizado como escenario de acontecimientos políticos por los reyes de Baviera y posteriormente por el nazismo. Los desfiles atravesaban el eje longitudinal pasando por debajo de los Propíleos (edificio del centro).